# Parides ascanius
Parides ascanius är en fjärilsart som först beskrevs av Pieter Cramer 1775.  Parides ascanius ingår i släktet Parides och familjen riddarfjärilar. IUCN kategoriserar arten globalt som sårbar. Inga underarter finns listade i Catalogue of Life.

## Bildgalleri

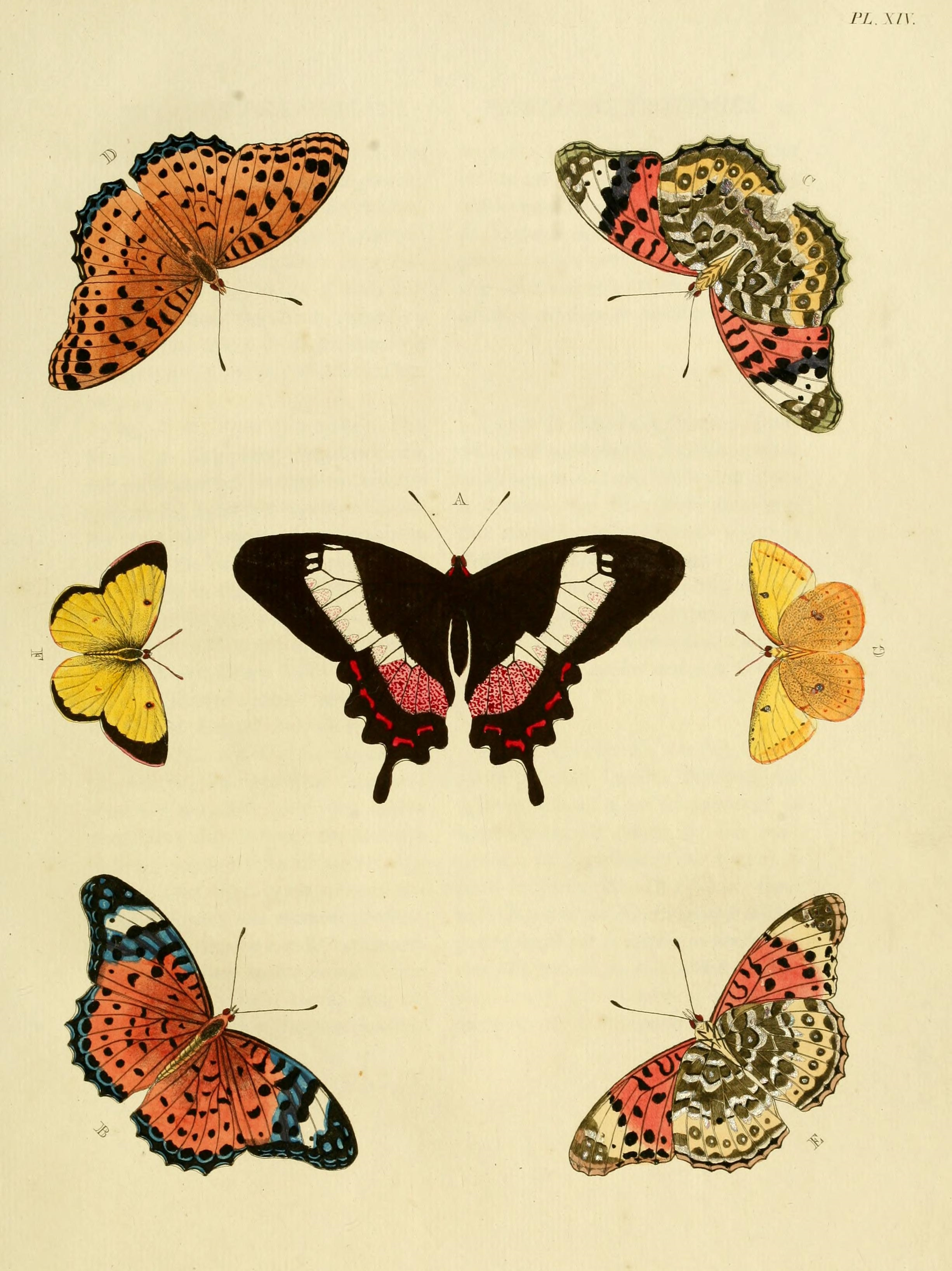
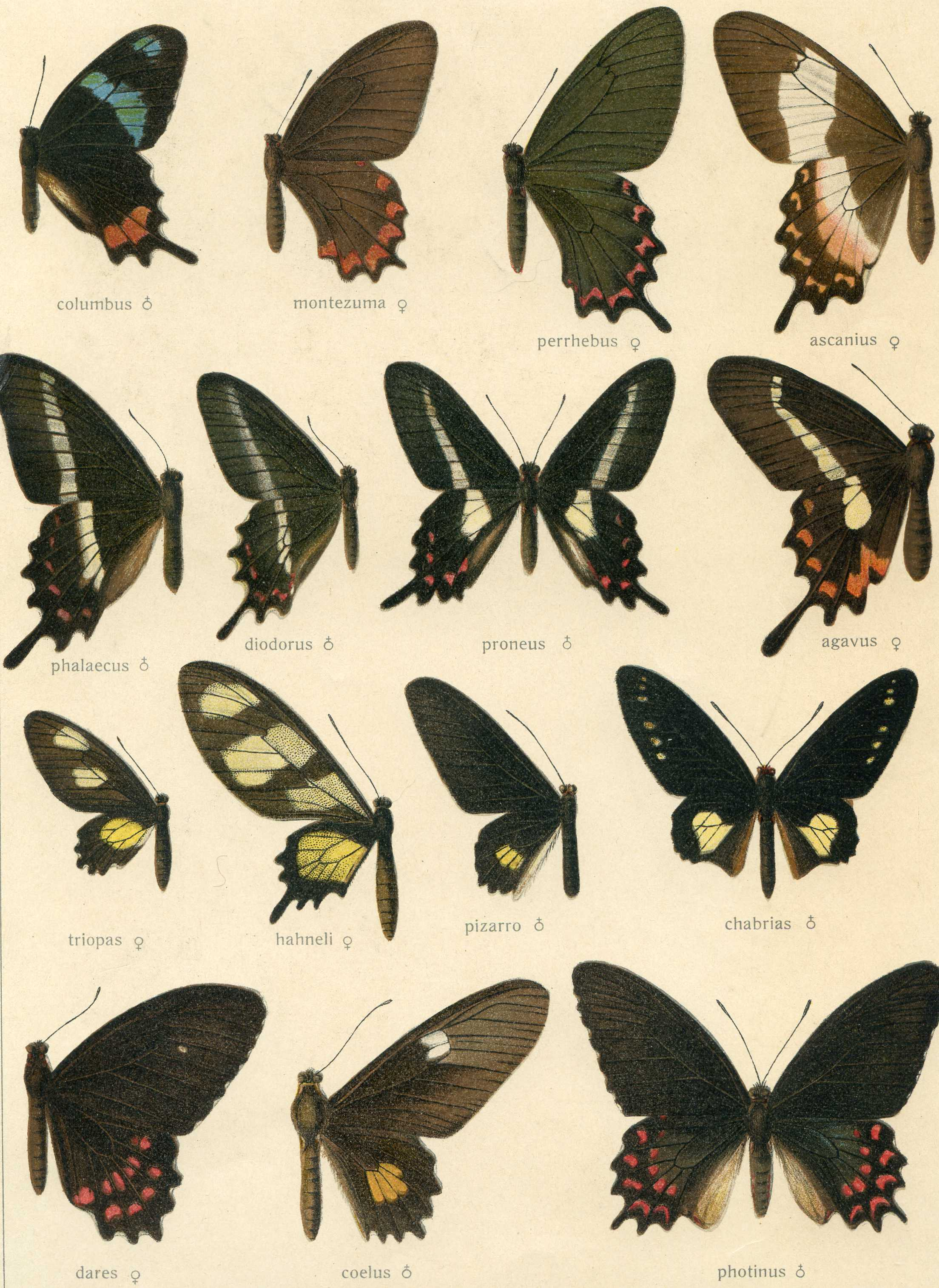
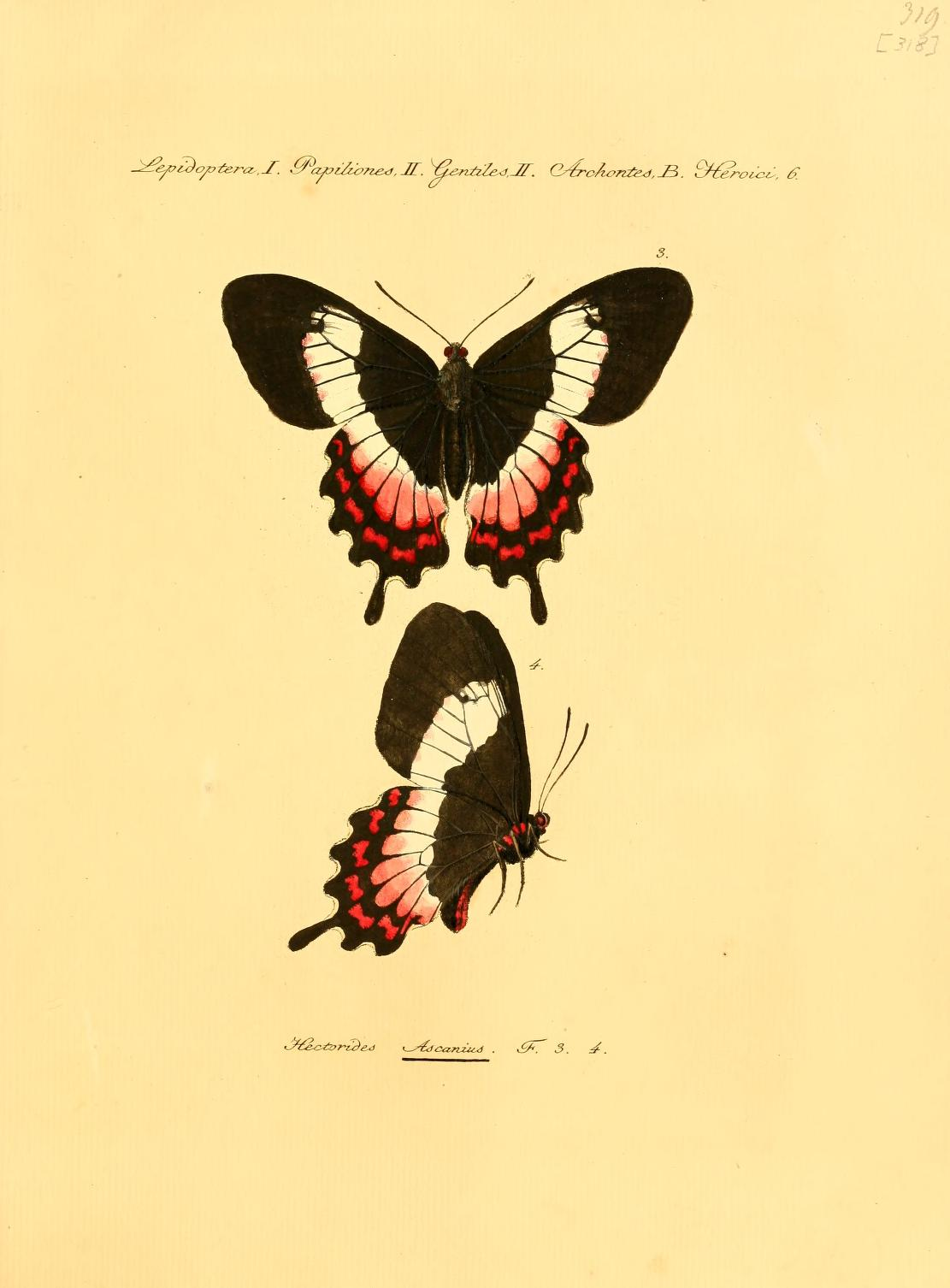